# Protoventuria arxii
Protoventuria arxii är en svampart som först beskrevs av E. Müll., och fick sitt nu gällande namn av M.E. Barr 1971. Protoventuria arxii ingår i släktet Protoventuria och familjen Venturiaceae.   Inga underarter finns listade i Catalogue of Life.